# Светлобокая саламандра
Светлобокая саламандра (лат. Plethodon ouachitae) — вид хвостатых амфибий рода Лесные саламандры (Plethodon) семейства Безлёгочные саламандры (Plethodontidae).
Вид является эндемиком США, где встречается только в штатах Арканзас и Оклахома. Ареал приурочен к горам Уошито. Естественная среда обитания — леса умеренного пояса.
Тело без хвоста длиной 5 см, серого окраса с белыми пятнышками. На спине имеются железы, которые выделяют секрет, отпугивающий хищников.
Самцы защищают территорию и прогоняют других самцов саламандр. Размножение происходит в конце осени, зимой и ранней весной под землей в каменистой осыпи и пещерах. Самка откладывает 16 яиц, из которых вылупляются молодые саламандры без промежуточной личиночной стадии. Молодые саламандры занимают те же биотопы, что и взрослые, и те и другие охотятся среди опавших листьев на мелких беспозвоночных, таких как насекомые и их личинки, черви и пауки. Они ведут в значительной степени ночной образ жизни, но иногда появляются днём в сырую погоду. Взрослые могут впадать в спячку с мая по сентябрь, хотя молодые саламандры остаются активными в течение по крайней мере части этого времени.